# Nacional'nyj otbor 2017
La quarta edizione del Nacional'nyj otbor (in russo Национальный отбор?, "selezione nazionale") è stata organizzata dall'emittente radiotelevisiva bielorussa BTRC per selezionare il rappresentante nazionale all'Eurovision Song Contest 2017 a Kiev.
I vincitori sono stati i Navi con Historyja majho žyccja.

## Organizzazione
La Bielorussia ha utilizzato una finale nazionale per selezionare tutti i suoi partecipanti eurovisivi dal suo debutto nel 2004, tranne in due occasioni (nel 2010 e nel 2011 i rappresentanti bielorussi sono infatti stati selezionati internamente). BTRC ha confermato la sua partecipazione all'Eurovision 2017, mentre l'utilizzo della finale televisiva come metodo di selezione è stato reso verso dicembre 2016. La competizione, che si è tenuta il 20 gennaio ai "600 Metrov" Studio di Minsk, è consistita in 13 partecipanti. I risultati sono stati decretati da un mix di voto della giuria e televoto.

## Partecipanti
BTRC ha aperto la possibilità di inviare proposte per la competizione dal 4 al 24 novembre 2016. Le 67 canzoni ricevute, hanno preso parte alle audizioni dal vivo, che si sono tenute il 30 novembre 2016; una giuria ha quindi selezionato i 13 finalisti per la finale televisiva del 20 gennaio.
| Artista               | Titolo                 | Lingua     | Compositori                                        |
| --------------------- | ---------------------- | ---------- | -------------------------------------------------- |
| Aljaksandra Tkač      | Be Stronger            | Inglese    | Aljaksandra Tkač                                   |
| Anastasija Šavjarėnka | We'll Be Together      | Inglese    | Maksim Alejnikov, Irina Filatava                   |
| Anžalika Pušnova      | We Should Be Together  | Inglese    | Kirill Ermakov, Natal'ja Tambovceva                |
| Isaac Nightingale     | On the Red Line        | Inglese    | Vadim Kapustin                                     |
| Ijul'                 | Children of the World  | Inglese    | Dmitrij Fomič                                      |
| Kattie                | Wild Wind              | Inglese    | Anders Hansson, Sharon Vaughn                      |
| Lermont x Julic       | Heartbeat              | Inglese    | Vasilij Seliščev, Anton Rubackij                   |
| Mikita Chodas         | Voices in My Head      | Inglese    | Mikita Chodas                                      |
| Napoli                | Let's Come Together    | Inglese    | Michael James Down, Primož Poglajn, Niklas Chast   |
| Navi                  | Historyja majho žyccja | Bielorusso | Artëm Lek'janenko                                  |
| Nuketi                | Take My Heart          | Inglese    | Michail Nokarašvili, Dawn Michel                   |
| PROvokacija           | #mylove                | Inglese    | Anatolij Čelikov, Svjatoslav Pozdnjak, Il'ja Ermak |
| Vladislav Kurasov     | Follow the Play        | Inglese    | Vladislav Kurasov, Natal'ja Rostova                |

## Finale
La finale si è tenuta il 20 gennaio 2017 presso i "600 Metrov" Studios di Minsk. I Navi hanno vinto in seguito alla somma dei punteggi, avendo ricevuto inoltre il massimo dei punti da parte della giuria.
Negli interval acts si sono esibiti: Uzari, rappresentante dello Stato all'Eurovision Song Contest 2015, che ha cantato Time ed Ivan, rappresentante dello Stato nell'edizione 2016, che si è esibito con Help You Fly. 
| #  | Artista               | Titolo                 | Punteggio | Punteggio | Punteggio | Posizione |
| #  | Artista               | Titolo                 | Giuria    | Televoto  | Totale    | Posizione |
| -- | --------------------- | ---------------------- | --------- | --------- | --------- | --------- |
| 1  | Ijul'                 | Children of the World  | 1         | 8         | 9         | 7         |
| 2  | Aljaksandra Tkač      | Be Stronger            | 5         | 2         | 7         | 10        |
| 3  | Vladislav Kurasov     | Follow the Play        | 4         | 0         | 4         | 11        |
| 4  | Navi                  | Historyja majho žyccja | 12        | 6         | 18        | 1         |
| 5  | Isaac Nightingale     | On the Red Line        | 8         | 0         | 8         | 8         |
| 6  | Kattie                | Wild Wind              | 0         | 1         | 1         | 12        |
| 7  | Nuteki                | Take My Heart          | 10        | 5         | 15        | 2         |
| 8  | Napoli                | Let's Come Together    | 2         | 10        | 12        | 5         |
| 9  | Mikita Chodas         | Voices in My Head      | 7         | 3         | 10        | 6         |
| 10 | Anžalika Pušnova      | We Should Be Together  | 3         | 4         | 7         | 9         |
| 11 | Anastasija Šavjarėnka | We'll Be Together      | 6         | 7         | 13        | 3         |
| 12 | Lermont x Julic       | Heartbeat              | 0         | 0         | 0         | 13        |
| 13 | PROvokacija           | #mylove                | 0         | 12        | 12        | 4         |

## All'Eurovision Song Contest

### Verso l'evento
I Navi, per sponsorizzare il proprio brano, hanno preso parte all'Eurovision Pre-Party Riga (Riga, 25 marzo 2017), all'Israel Calling (Tel Aviv, 3-6 aprile 2017) e all'Eurovision in Concert 2017 (Amsterdam, 8 aprile 2017).
Il 31 gennaio 2017 si è tenuto il sorteggio che ha determinato la composizione delle due semifinali, dove è stato determinato che la Bielorussia si sarebbe esibita nella seconda metà della seconda semifinale.
Il 12 aprile 2018, con la decisione dell'ordine di esibizione delle semifinali, la nazione è stata inizialmente posta al 15º posto, dopo gli svizzeri Timebelle e prima del bulgaro Kristian Kostov, ma a seguito del ritiro della Russia dalla competizione, la nazione è stata posta ad esibirsi al 14º posto.
Mentre, il 12 maggio 2017, con la decisione dell'ordine di esibizione della finale, la nazione è stata posta al 3º posto, dopo la polacca Kasia Moś e prima dell'austriaco Nathan Trent.

### Performance
Le prove generali si sono tenute il 6 e 10 maggio, seguite dalle prove costume il 7 e il 11 maggio, includendo l'esibizione per le giurie del 12 maggio, dove le varie giurie nazionali hanno visto e votato i partecipanti della finale.
La Bielorussia si è esibita 14ª nella prima semifinale, classificandosi 9ª con 110 punti, riuscendo a qualificarsi per la serata finale.
La Bielorussia si è esibita 3ª nella serata finale, classificandosi 17ª con 83 punti.

### Giuria e commentatori
La giuria bielorussa per l'Eurovision Song Contest 2017 è stata composta da:
- Inna Mardusevič, presidente di giuria;
- Ljudmila Kuc, musicista;
- Victorija Aleško, cantante;
- Alexeï Gross, cantante e compositore;
- Leonid Širin, paroliere.

L'evento è stato trasmesso, sui canali televisivi Belarus-1 e Belarus 24, con il commento di Jaŭgen Perlin.
La portavoce dei voti della giuria in finale è stata Alena Lanskaja, rappresentante dello stato all'Eurovision Song Contest 2013.

### Voto

#### Punti assegnati alla Bielorussia
| Giurie 9° (55 punti)   | Giurie 9° (55 punti) | Giurie 9° (55 punti)              | Giurie 9° (55 punti)        | Giurie 9° (55 punti)          |
| 12                     | 10                   | 8                                 | 7                           | 6                             |
| ---------------------- | -------------------- | --------------------------------- | --------------------------- | ----------------------------- |
| - Ucraina              | - Francia            |                                   | - Austria - Croazia - Malta |                               |
| 5                      | 4                    | 3                                 | 2                           | 1                             |
| - Israele              |                      | - Lituania - Ungheria             |                             | - Svizzera                    |
| Televoto 7° (55 punti) |                      |                                   |                             |                               |
| 12                     | 10                   | 8                                 | 7                           | 6                             |
| - Ucraina              |                      | - Israele - Lituania              |                             | - Estonia                     |
| 5                      | 4                    | 3                                 | 2                           | 1                             |
| - Bulgaria             |                      | - Croazia - Francia - Paesi Bassi | - Ungheria - Serbia         | - Austria - Irlanda - Romania |

| Giurie 16° (50 punti)   | Giurie 16° (50 punti) | Giurie 16° (50 punti) | Giurie 16° (50 punti)         | Giurie 16° (50 punti) |
| 12                      | 10                    | 8                     | 7                             | 6                     |
| ----------------------- | --------------------- | --------------------- | ----------------------------- | --------------------- |
| - Azerbaigian - Ucraina |                       |                       | - Austria                     |                       |
| 5                       | 4                     | 3                     | 2                             | 1                     |
| - Croazia               |                       | - Grecia - Moldavia   | - Bulgaria - Lettonia - Malta | - Israele - Bulgaria  |
| Televoto 13° (33 punti) |                       |                       |                               |                       |
| 12                      | 10                    | 8                     | 7                             | 6                     |
|                         |                       | - Ucraina             |                               | - Georgia - Lettonia  |
| 5                       | 4                     | 3                     | 2                             | 1                     |
|                         | - Polonia             | - Repubblica Ceca     | - Estonia - Israele           | - Lituania - Moldavia |

#### Punti assegnati dalla Bielorussia
| Punti | Giuria      | Televoto |
| ----- | ----------- | -------- |
| 12    | Bulgaria    | Bulgaria |
| 10    | Norvegia    | Ungheria |
| 8     | Paesi Bassi | Estonia  |
| 7     | Lituania    | Israele  |
| 6     | Austria     | Norvegia |
| 5     | Malta       | Romania  |
| 4     | Serbia      | Croazia  |
| 3     | Croazia     | Irlanda  |
| 2     | Danimarca   | Svizzera |
| 1     | Estonia     | Lituania |

| Punti | Giuria      | Televoto   |
| ----- | ----------- | ---------- |
| 12    | Bulgaria    | Bulgaria   |
| 10    | Portogallo  | Moldavia   |
| 8     | Svezia      | Ungheria   |
| 7     | Australia   | Portogallo |
| 6     | Norvegia    | Belgio     |
| 5     | Paesi Bassi | Norvegia   |
| 4     | Austria     | Francia    |
| 3     | Danimarca   | Svezia     |
| 2     | Polonia     | Romania    |
| 1     | Israele     | Ucraina    |